# 黄雪辰
黃雪辰（1990年2月25日—），上海人，中国女子花样游泳運動員。她以7枚奥运奖牌的记录与吴敏霞共同成为获得奥运奖牌第二多的中国运动员。

## 簡歷
2007年，黃雪辰首次參加2007年世界游泳錦標賽花樣游泳比賽單人項目，在預賽得到94.000分，以排名第七的成績進入決賽；她在決賽得到93點666分，總成績排列第七，達到預定目標。
2008年，北京奧運，黃雪辰與隊友力壓日本組合，奪得銅牌，是中國於奧運中首面的花樣游泳獎牌。
2009年，與隊友遠赴意大利羅馬參加2009年世界游泳錦標賽花樣游泳比賽，在集體規定動作、集體自選動作及自由組合，奪得一銀兩銅成績。
2010年，與隊友參加廣州亞運會花樣游泳比賽的集體及自由組合比賽，奪得兩面金牌。比賽中，中國隊以電影《愛麗絲夢遊仙境》作表演藍本，黃雪辰則飾演主角愛麗絲。
2012年，黄雪辰代表中国出戰英國倫敦舉行的奥林匹克运动会水上芭蕾比賽雙人項目及團體項目賽事。
2014年9月，黄雪辰與隊友參加韓國仁川舉行的2014年亞洲運動會韻律泳比賽。她先與孙文雁合作，以总成绩185.1851分贏得双人項目金牌（演绎曲目《梁祝》），其後又與其他隊友合作在自由組合項目奪得金牌。
2015年7至8月，黄雪辰出戰俄羅斯喀山舉辦的世界游泳錦標賽韻律泳比賽。她在单人自由自选項目決賽中歌剧《蝴蝶夫人》為演绎曲目，最終以95.7000分（完成分28.6000分，艺术印象分38.4000分，难度分28.7000分）获得一面银牌。在雙人項目上，黄雪辰與孙文雁合作，先後在双人技术自选項目（演绎曲目《CS战》）和双人自由自选項目（演绎曲目《国王的统治》）贏得兩面銀牌。在集體項目方面，她與隊友先後在集體技術自選、集體自由自選及自由組合項目，奪得三面銀牌。
在2016年里约奥运会花样游泳双人项目上，她与孙文雁以192.3688分获得银牌，并创造中国队在该项目的奥运会最佳成绩。